# Ferencz Zsuzsanna
Ferencz Zsuzsanna (Kolozsvár, 1943. november 20. – Bukarest, 2010. január 30.) magyar író. 

## Családja, iskolái
Anyai ágon az erdélyi örmény Jagamas  család leszármazottja. Jagamas Ilona leánya. (eredeti név: yekamud, 'եկամուդ') 
Szülővárosában érettségizett 1961-ben, majd a Babeș–Bolyai Tudományegyetemen szerzett német nyelv és irodalom szakos tanári oklevelet 1967-ben. 

## Életútja
A bukaresti rádió magyar adásának egyik szerkesztő-riportere volt, írásait az Utunk, Ifjúmunkás, Igaz Szó, Előre közölte. Novelláiban az asszonysors, a kortárs nők helyzete, erkölcsi problémái foglalkoztatták. Kaland a Virág utcában c. tévéjátékát 1977-ben Kincses Elemér rendezésében mutatta be a Román Televízió magyar adása. A hazai német prózából több darabot ültetett át magyarra.
1989 után a Könyvesház c. folyóiratot szerkesztette (1990-91), majd a nagyváradi Erdélyi Napló munkatársa lett, 1996-ban kilépett onnan nyolc másik újságíróval együtt, később más lapoknál működött, Németországban is, Erdélyben több lapba, például a gyergyószentmiklósi Gyergyói Kisújságba írt, visszatelepedett Bukarestből Erdélybe, Homoródszentpéterre. „Erdélyi magyar író akarok lenni, nem romániai magyar író- jelentette ki a szerző.” MagyarOnline.netnyugati magyar fórum egyik alapítója, haláláig állandó főmunkatársa.

## Kötetei (válogatás)
- Sok a fal : elbeszélések (Forrás, Lászlóffy Aladár bevezetésével, 1969);
- Pillangó a volánon : elbeszélések (Kolozsvár, 1978);
- Ma, tegnap, tegnapelőtt (Bukarest, 1981);
- Molnár József : képzőművészeti kismonográfia (Bukarest, 1982);
- Szoba kiadó : elbeszélések (Bukarest, 1985);
- Szép jó utca és Annamari avagy pingálástól hóhullásig : gyermekregény (Bukarest, 1985);
- Kik és Mik (Jelen Könyvek, Arad, 2003, a kötet bővített kiadását 2006-ban mutatták be).[5]
- Hatos fogat (Irodalmi Jelen Könyvek, 2008)[6]
- Eszke könyve; Concord Media Jelen, Arad, 2009 (Irodalmi jelen könyvek)